# 다케오온센역
다케오온센역(일본어: 武雄温泉駅)은 일본 사가현 다케오시에 위치한 규슈 여객철도 사세보 선의 철도역이다. 단선 · 섬식의 형태를 합친 2면 3선 구조의 복합 승강장을 갖춘 지상역이다.

## 타는 곳
| 1 | ■ 사세보 선 | (상행) | 고호쿠 · 사가 · 도스 방면                    | 일부 보통열차만 사용 |
| 2 | ■ 사세보 선 | (상행) | 고호쿠 · 사가 · 도스 · 하카타 방면           |                      |
| 3 | ■ 사세보 선 | (하행) | 아리타 · 하이키 · 사세보 · 하우스텐보스 방면 |                      |

## 이용 현황
| 승차 인원 추이 | 승차 인원 추이 |
| 연도           | 1일 평균       |
| -------------- | -------------- |
| 2000           | 1,615          |
| 2001           | 1,543          |
| 2002           | 1,493          |
| 2003           | 1,458          |
| 2004           | 1,410          |
| 2005           | 1,399          |
| 2006           | 1,409          |
| 2007           | 1,462          |
| 2008           | 1,536          |
| 2009           | 1,552          |
| 2010           | 1,622          |
| 2011           | 1,658          |

## 역 주변
- 마루야마 공원
- 다케오 문화회관
- 다케오 경륜장

## 인접 역
| 규슈 여객철도 사세보 선 | 규슈 여객철도 사세보 선          | 규슈 여객철도 사세보 선     |
| ----------------------- | -------------------------------- | --------------------------- |
| 고호쿠 하카타 방면      | ■ 쾌속 '미도리' · '하우스텐보스' | 아리타 사세보 방면          |
| 다카하시 고호쿠 방면    | ■ 보통                           | 나가오 사세보 방면          |
| 시·종착역               | ■ 큐슈여객철도 니시큐슈 신칸센   | 우레시노 온센 나가사키 방면 |